# Kim Jong-boo
Kim Jong-boo (Tongyeong, 13 de janeiro de 1965) é um treinador e ex-futebolista sul-coreano que atuava como atacante. Atualmente está sem clube.

## Carreira
Pela Seleção Sul-Coreana, foi um dos 22 convocados para a Copa do Mundo de 1986, realizada no México.